# Rue Victor Vanderhoeft
Pour les articles homonymes, voir Victor et Vanderhoeft.
La rue Victor Vanderhoeft (en néerlandais : Victor Vanderhoeftstraat) est une rue bruxelloise de la commune de Schaerbeek qui va de la rue Désiré Desmet à l'avenue Charles Gilisquet.
La numérotation des habitations va de 1 à 15 pour le côté impair et de 2 à 16 pour le côté pair.
Victor Vanderhoeft est un ancien échevin schaerbeekois né à Bruxelles le 1er août 1872 et décédé à Schaerbeek le 31 mai 1926.